# Campionat d'Espanya de resistència
El Campionat d'Espanya de resistència fou la màxima competició de la disciplina motociclista de la resistència que es disputava a l'estat espanyol. Era regulat per la federació espanyola de motociclisme, RFME, i passà per diverses etapes des de la seva estrena el 1958 fins a arribar a la seva desaparició un cop acabada la temporada de 2007.
Entre 1958 i 1992, el Campionat anà disputant-se amb regularitat, tot incorporant o eliminant diverses categories o cilindrades. A partir de 1993 s'hagué de suspendre degut a la manca de proves puntuables, sobretot després del tancament definitiu del Circuit de Montjuïc (esdevingut un cop celebrades les darreres 24 Hores de Montjuïc, l'any 1986). Ja a partir de 2004 es reprengué la competició, amb formats diversos, fins que el 2007 es decidí atorgar el títol als equips participants -no als pilots- i la temporada següent ja es deixà de convocar.

## Llista de Campions

### Primera etapa (1958-1992)
| Any  | 125cc                                          | 125cc     |                                                         |                                  |                                                 |                              |
| 1958 | Ricard Fargas · Caralt                         | Ducati    |                                                         |                                  |                                                 |                              |
| 1959 | Joan Soler i Bultó · Eduard Marquès            | Bultaco   |                                                         |                                  |                                                 |                              |
| 1960 | Francesc Valera · Joan Sobrepera, "Tiger"      | Bultaco   |                                                         |                                  |                                                 |                              |
| 1961 | Jaume Bordoy · Manuel Traver                   | Bultaco   |                                                         |                                  |                                                 |                              |
| 1962 | Cristòfol Salom · Antoni del Castillo          | Bultaco   |                                                         |                                  |                                                 |                              |
| 1963 | Juan Ramón López De la Torre · Carles Rocamora | Montesa   |                                                         |                                  |                                                 |                              |
|      | 125cc                                          | 125cc     | 250cc                                                   | 250cc                            |                                                 |                              |
| 1964 | J. Tàrrega · "Japonès II"                      | Bultaco   | Sicari Carlos · Pere Millet                             | Montesa                          |                                                 |                              |
| 1965 |                                                |           | Carles Rocamora · Josep Antoni Carné                    | Montesa                          |                                                 |                              |
| 1966 |                                                |           | Luis Yglesias · Pere Millet                             | OSSA                             |                                                 |                              |
| 1967 |                                                |           | Luis Yglesias · Carles Giró                             | OSSA                             |                                                 |                              |
| 1968 |                                                |           | -                                                       | -                                |                                                 |                              |
| 1969 |                                                |           | Benajmí Grau · Joan Parés                               | OSSA                             |                                                 |                              |
| 1970 |                                                |           | Josep Maria Mañer · Jorge Navarrete                     | Bultaco                          |                                                 |                              |
| 1971 |                                                |           | Josep Maria Mañer · Jorge Navarrete                     | Bultaco                          |                                                 |                              |
|      |                                                |           | 250cc                                                   | 250cc                            | Superior                                        | Superior                     |
| 1972 |                                                |           | Jaume Alguersuari · Miguel Escobosa                     | Montesa                          | Juan Pradera Iván del Alcázar                   | ?                            |
| 1973 |                                                |           | Julio Collado · Ton Marsinyach                          | Bultaco                          | Alejandro Torrado Alfonso Sala                  | Montesa                      |
| 1974 |                                                |           | -                                                       | -                                | Miquel Perejoan · Jordi Lluís Boquet            | Montesa                      |
| 1975 |                                                |           | -                                                       | -                                | Xavier Barba · Lluís Ricart                     | Montesa                      |
| 1976 |                                                |           | Jordi Lluís Boquet · Josep Coronilla                    | Montesa                          | Josep Maria Mallol · Alejandro Tejedo           | Bultaco                      |
| 1977 |                                                |           | Pere Xammar · Juan Ramón Aragonés                       | Bultaco                          | Xavier Barba · Francisco Pérez Calafat          | Montesa                      |
| 1978 |                                                |           | Jorge Navarrete · Lluís Costa                           | Bultaco                          | Víctor Palomo · Benjamí Grau                    | Ducati                       |
|      |                                                |           | 500cc                                                   | 500cc                            | Superior                                        | Superior                     |
| 1979 |                                                |           | Xavier Barba · Lluís Ricart                             | Montesa                          | Josep Maria Mallol · Alejandro Tejedo           | Ducati                       |
| 1980 |                                                |           | Mingo Gil · Carles Cardús                               | Montesa                          | Josep Maria Mallol · Alejandro Tejedo           | Ducati                       |
|      |                                                |           | F-T.T. 2                                                | F-T.T. 2                         | F-T.T. 1                                        | F-T.T. 1                     |
| 1981 |                                                |           | Jacinto Moriana · Xavier Marquès                        | Yamaha                           | Josep Maria Mallol · Alejandro Tejedo           | Ducati                       |
| 1982 |                                                |           | L. Herrero Arriba N. Huete                              | ?                                | Alejandro Tejedo                                | ?                            |
| 1983 |                                                |           | J. Garcia · M. Ferré                                    | ?                                | Ferran Prous · Josep Manuel Rosa                | Yamaha                       |
|      |                                                |           | Fins a 600cc                                            | Fins a 600cc                     | Més de 600cc                                    | Més de 600cc                 |
| 1984 |                                                |           | Marià Capellà · Xavier Puerto · Josep Lluís de la Torre | Montesa                          | Benjamí Grau · Joan Garriga · Luis Miguel Reyes | Yamaha                       |
| 1985 |                                                |           | Andrés Fernández Aparicio                               | Yamaha                           | Benjamí Grau                                    | Yamaha Moto Club JJ          |
| 1986 |                                                |           | Narcís Rabasseda                                        | Yamaha                           | Dennis Noyes · Ferran Prous                     | Yamaha                       |
| 1987 |                                                |           | P. Casas · R. Jové                                      | Yamaha Moto Club Tarragona       | Xavi Riba · Dani Amatriaín                      | Yamaha                       |
| 1988 |                                                |           | Benjamí Grau · A. Cots                                  | Montesa Honda                    | Xavi Riba · Dani Amatriaín                      | ?                            |
|      |                                                |           | Superbike                                               | Superbike                        | Fórmula 2                                       | Fórmula 2                    |
| 1989 |                                                |           | J. Arenas A. García                                     | Montesa Honda                    | Félix Rodríguez Fuentes A. Pla                  | Montesa Honda                |
|      | Critèrium                                      | Critèrium | Superbike                                               | Superbike                        | Fórmula 2                                       | Fórmula 2                    |
| 1990 | M. Luque A. Martínez                           | Yamaha    | Xavi Riba · Ignasi Bultó                                | Montesa Honda Moto Club Chimisay | Félix Rodríguez Fuentes                         | Montesa Honda                |
|      | Critèrium                                      | Critèrium | Superbike                                               | Superbike                        | Supersport                                      | Supersport                   |
| 1991 | M. Fernández F.D. Sánchez                      | Vespa     | A. Torres E. Álvarez S.                                 | Kawasaki Moto Club Chimisay      | F. Cristóbal D. Vázquez                         | Montesa Honda Escudería Moto |
|      |                                                |           | Sup. a 601cc                                            | Sup. a 601cc                     | Supersport                                      | Supersport                   |
| 1992 |                                                |           | J.B. Herrera M.A. Jorge                                 | Kawasaki                         | F. J. Gómez F. García                           | Montesa Honda                |

### Segona etapa (2004-2007)
| 2004       |                                             |                         |                                              |                         |                                                   |                          | David Ribalta · Alex Hervás · David Tomás | Yamaha Folch Endurance     |
| 2005       | Daniel Carrau · Ricard Monge                | Honda R.A.C. Catalunya  | Fernando Martín Antonio Gil Martín Lopetegui | Honda                   | Alberto García Miguel Angel Cortés David Peinado  | Yamaha R.A.C. Catalunya  | Alex Hervás                               | Yamaha Moto Club Mollet    |
|            | Superstock 600                              | Superstock 600          | Superstock 1000                              | Superstock 1000         | Supersport                                        | Supersport               | Superbikes                                | Superbikes                 |
| 2006       | Rafael García Pablo Ferrero Marco Lee Perry | Yamaha R.M.C. de España | Antonio Gil Nicolás Pérez                    | Yamaha R.A.C. Catalunya | Cristian Pitarch · Manuel Segarra · Sergi Segarra | Yamaha Moto Club Tortosa | Antoni Salom · David Salom · Kenny Noyes  | Yamaha Moto Club 1/2 Milla |
| Per equips |                                             |                         |                                              |                         |                                                   |                          |                                           |                            |
| Any        | Superstock 600                              | Superstock 600          | Superstock 1000                              | Superstock 1000         | Supersport                                        | Supersport               | Superbikes                                | Superbikes                 |
| 2007       | Torp - Racing Palfinger                     | Suzuki                  | Córdoba Patrimonio de la Humanidad           | Kawasaki                | Club Triumph Endurance                            | Triumph                  | Yamaha Folch Endurance                    | Yamaha                     |

1. ↑   A partir de 2004 existí el títol complementari de "Campió Absolut" (o "Scratch") atorgat al millor equip de la temporada, independentment de la categoria en què hagués participat. Els Campions "Scratch" s'indiquen amb fons de color groc

## Campions amb més de 3 títols
| Pilot              | Títols |
| ------------------ | ------ |
| Alejandro Tejedo   | 5      |
| Benajmí Grau       | 5      |
| Josep Maria Mallol | 4      |